# Йездегерд III
Йездеге́рд III — царь царей (шахиншах) Ирана, правил в 632/633 — 651/652 годах. Последний шах из династии Сасанидов.

## Происхождение и приход к власти
Внук Хосрова II Парвиза и Ширин, сын Шахрияра, он был вельможами Парса вознесён на шатавшийся трон империи Сасанидов почти мальчиком (до 16 лет) в конце 632 или начале 633 года. По традиции, первый год шаха исчисляется с 16 июня 632 года. Коронация Йездегерда проходила в династийном храме основателя династии в Стахре, а в занятый его противниками Ктесифон юный шах попал нескоро. Фактическим правителем державы оказался спахбад Хорасана Рустам, сын казнённого Азармедохт Фаррух-Ормизда. Как писал армянский историк Себеос: 

«После него воцарился Газкерт (Йездегерд III), сын Кавата, внук Хозроя, который царствовал в страхе потому, что войска персидские в раздорах разделились на три части. Одна часть — в Персии — в странах восточных; другая, состоявшая из войск Хорема (убитого к тому времени Шахрвараза) — в ассирийской стране; третья — в стране атрпатаканской. Царство его было в Ктезифоне, и все единогласно и единодушно почитали его, аминь».
Известна легенда, согласно которой Хосрову II было предсказание, что царство его прекратится при внуке, отмеченном каким-то недостатком. И шахиншах повелел запереть своих сыновей и не давать им возможности сношаться с женщинами. Но Ширин помогла своему сыну Шахрияру, и тот смог встречаться с какой-то девушкой, родившей в итоге сына. Улучив момент, Ширин сообщила тоскующему по внукам Хосрову о том, что у Шахрияра есть сын. Обрадованный дед попросил показать малыша, но увидев, что у того есть изъян на бедре, приказал убить маленького Йездегерда. Ширин защитила мальчика, однако его удалили от двора в Стахр, благодаря чему он пережил бурные годы узурпации власти.

## Начало арабского завоевания Ирана
В эти годы начались завоевания арабов. Руководимые талантливым вождями — халифами, сначала Абу Бакром, а затем Умаром, закалённые в боях и дисциплинированные, выходцы из Аравии, с 30-х годов VII века стали наносить жестокие поражения своим соседям.
Провозглашение Йездегерда шахом совпало с крупным походом мусульман во владения Ирана: весной 633 года Саад ибн Абу Ваккас, повёл соединённое войско мусульман и союзных им племён, ещё не принявших ислам, на Хиру и Оболлу. Иранские войска, состоявшие из местного ополчения (в основном арабов-язычников и христиан) и персидских отрядов, были разбиты, а их начальники погибли.
Сильно укреплённый город Оболла арабы взять не сумели и пошли на Хиру. Ко всем прочим бедствиям персов добавились какие-то события в Ктесифоне (возможно, боевые столкновения между сторонниками Хосрова V и Йездегерда III), свободных сил не было, и марзбан Хиры отступил с левого на правый берег Евфрата. Город, не имевший стен, был взят арабами в мае—июне 633 года. Мусульмане захватили ещё несколько городов и крепостей, на которые опиралась система обороны Вавилонии. После этого арабы заключили договоры с жителями Среднего и Нижнего Вех-Кавада, евфратских областей. В соответствии с ними Халид оставил местным жителям после уплаты джизьи имущество, «кроме принадлежавшего роду Хосроев и их сторонников», то есть государству Сасанидов. Отправляя письмо с требованием заключить такой договор, Халид довершил его устрашающим пассажем: «… в противном случае Тот, кроме Которого нет другого божества, пошлёт на вас людей, которым так же нравится умирать, как вам жить». Отсутствие Халида (тот отправился воевать с византийцами в Сирии) и смерть Абу Бакра (23 августа 634 года) не изменили общей картины. Арабы продолжали захват иранских территорий, хотя временами персам удавалось наносить мусульманам чувствительные поражения. Положение не спасло даже антиисламское восстание во вновь завоёванных областях, инспирированное персами. Мусульмане прочно утверждались в низовьях Евфрата, громя местное ополчение. Наконец, Рустам выслал против арабов большое регулярное войско под командованием опытного полководца Вахмана Джазвайха (Бахмана Джадуйе). В битве у моста 26 ноября 634 года иранские солдаты рассеяли мусульман, многие из которых утонули в Евфрате. Но развить этот успех персам помешали беспорядки в Ктесифоне — Рустам спешно отозвал туда Вахмана. Весной 635 года в Ирак снова вторглось сильное арабское войско и персы оказались разбиты, хотя это было уже не местное ополчение, а регулярные части, на вооружении которых состояли боевые слоны. Осенью того же года арабы захватили Оболлу. Корону марзбана Оболлы стоимостью «в сто тысяч дирхам» отправили халифу, который подарил её Халиду.
Поскольку персы не только не обеспечивали порядок, но при случае сами грабили имущество местных жителей, те нередко принимали ислам, чтобы получить хотя бы какую-то защиту. Царским отрядам, правда, периодически удавалось вытеснить захватчиков из отдельных районов Месопотамии, но в целом власть шаха близ Евфрата держалась только в городах и замках местных дихканов, всю остальную территорию  захватили мусульмане. Сасанидское царство — колосс на глиняных ногах — не могло сопротивляться арабам. Подорванное внутренними распрями, неудачной войной с Византией, разрухой, эпидемиями, государство неспособно было организовать оборону. А в 636 году Иран постигла настоящая военная катастрофа.

## Битва при Кадисии
До сих пор поражения несли части либо укомплектованные в большинстве своём местными уроженцами-арабами, либо регулярные, но не очень большие по численности. Теперь же персы собрали в окрестностях Ктесифона сорокатысячное (по сегодняшним оценкам) войско со всего Ирана, от Сакастана до Дарбанда. Эта огромная по тем временам армия, сопровождаемая тремя десятками боевых слонов, оттеснила мусульман и заняла Хиру. Неподалёку, в районе крепости Кадисия стояли 25—30 тысяч воинов халифа под предводительством Саада ибн Абу Ваккаса. Несколько месяцев войска не переходили к решительным действиям. Персы отправили араба-разведчика к мусульманам, который, вернувшись доложил: «Я видел народ безобразный, босой, нагой, голодный, но весьма храбрый». Осторожный Рустам медлил, пытался вести переговоры, но мусульмане отказались уйти за выкуп. Не смогли договориться с ними и при дворе Йездегерда, куда, согласно легенде, прибыли четырнадцать посланников Саада. Мусульмане требовали уступить им завоёванные земли и обеспечить свободный проход в Месопотамию для торговли, а также принятия ислама царём и вельможами Ирана. Несмотря на непрерывную цепь военных поражений, для иранской знати требования диких, по их мнению, кочевников были совершенно неприемлемы. Оставалось сражение, которого всё сильнее и сильнее желал шах, и оно состоялось, по новейшим данным, 2 декабря 636 года под Кадисией. Битва была крайне ожесточённой и длилась четыре дня, причём к обеим сторонам подходили подкрепления. Арабы потеряли треть воинов, но в итоге армия персов была разбита, а её командующие, в том числе Вахман Джазвайх и Рустам, погибли. Это была двойная трагедия — Иран лишился не только резервов войска, но и решительного военачальника и царедворца, опоры трона Йездегерда III. В руках захватчиков оказалась древняя святыня Ирана — «стяг Каве», знамя, усыпанное драгоценными камнями.
Остатки разбитой у Кадисии армии собрались у Вавилона. Арабы нанесли ей ещё одно поражение, после чего часть персидских отрядов ушла в свои провинции, а оставшихся брат Рустама Хурразд увёл для защиты столицы.

## Падение Ктесифона
Последовавшее затем падение Ктесифона было настолько невероятным, что современникам данного события приходили на ум мысли о покровительстве мусульманам высших сил. Сначала арабы захватили близлежащий город Сабат, правитель которого не только сдал его без боя, но и помог захватчикам построить камнемёты, из которых мусульмане два месяца обстреливали Вех-Арташир (древнюю Селевкию) на правом берегу Тигра, напротив персидской столицы. В городе ощущалась нехватка продовольствия, и в одну из ночей Хурразд тайно переправил своё войско на левый берег Тигра, собственно в Ктесифон. Йездегерда III в осаждённой столице к тому времени не было — шах с казной и двором эвакуировался в Хульван.
Отступая на левый берег Тигра, персы разрушили мосты и забрали с собой все лодки. Переправа арабов в таких условиях была практически исключена: стоял март 637 года и Тигр широко разлился. Тем не менее боевой задор позволил им преодолеть реку: несколько сотен добровольцев переплыли Тигр, закрепились на отбитом у персов плацдарме и позволили переправиться всей армии. Ошеломлённый таким исходом дела Хурразд после небольшой стычки оставил Ктесифон и отступил на восток, вслед за шахом.
Добыча, которую мусульмане нашли Ктесифоне и в обозах сасанидских войск, превзошла все ожидания. Золото, серебро, драгоценные пряности, благовония, шёлк, утварь, царские одежды, драгоценное оружие, ковры — всё это досталось армии, многие воины которой видели эти предметы впервые в жизни. От историка к историку кочуют рассказы о бедуинах, которые солили драгоценной камфорой пищу, не зная для чего она нужна, или меняли золото, ценности которого не представляли, на равный вес знакомого серебра. Добыча, за вычетом отосланной халифу пятины, была такой, что каждый всадник получил по 12000 драхм (около 48 кг серебра), а пехотинец — по 4000. Украшавший тронный зал дворца шахиншаха ковёр, называвшийся «весна Хосрова» площадью около 900 м², на котором драгоценными камнями, золотом и серебром был вышит дивный сад, отослали ко двору халифа Умара и там разрезали на куски, ибо халиф не располагал помещением, где такой ковёр можно было использовать целиком. Корона Хосрова II Парвиза, также захваченная в Ктесифоне, была помещена в Каабе — священном храме мусульман в Мекке.

## Битва при Джалуле
Лихорадочно ища союзников, персы обратились даже к танскому Китаю, но безуспешно — приняв их посольство в Чанъани (638 год) император Тай-цзун в помощи отказал, хотя и выразил готовность принять беженцев.
Поразительно то, что арабы, которые для персов были дикими и презираемыми племенами, «пожирателями саранчи» (это прозвище — малаххор — сохранилось в фарси и сегодня), громили не только Сасанидский Иран, но и его грозного соперника — Византию, две сильнейшие мировые державы одновременно. В 634 году арабы мощным натиском разбили византийские войска в Сирии, а годом позже, в августе или сентябре 635 года они вступили в Дамаск. В августе 636 года, после уничтожения византийской армии на реке Ярмук, былой победитель персов император Ираклий I с возгласом «Прощай, Сирия!» оставил Антиохию, столицу ромейского Востока. В 638 году пал Иерусалим, а в 641 году — Александрия.
Тем временем персидская армия укрепила лагерь близ города Джалула, в полутора сотнях километров севернее Ктесифона. С севера, из Мидии, сюда начали собираться подкрепления. Арабские историки указывают, что персы в храмах огня давали клятву стоять насмерть. Но клятвы не помогли — арабы (в основном ветераны кампаний Мухаммеда) скоро подошли к Джалуле и после нескольких месяцев осады и стычек взяли штурмом персидский лагерь, преграждавший путь на север в узкой долине реки Диялы. Командовавший персами Хурразд погиб в сражении. Защищать шаха было некому, и Йездегерд отступил далее — сперва в Хамадан или Рей, а далее — то ли в Нехавенд, то ли в Стахр.

## Сопротивление арабам в провинциях Ирана
Сопротивление арабам возглавил Хурмузан (Хормиздан), марзбан Хузистана. Однако в конце концов, после череды тяжёлых боёв, мусульмане подчинили Хузистан. Отряд знатных воинов, который шах направил на подмогу персам, перешёл в ислам, а сам марзбан был осаждён в Тустаре. Город пал вследствие предательства, население его подверглось резне, а Хурмузан, отступив в цитадель, вскоре сдался на милость халифа (639 год). Известна легенда, согласно которой доставленный к Умару Хурмузан попросил напиться. Когда же ему принесли чашу с водой, тот обратился к халифу и сказал: «Боюсь, ты убьёшь меня, когда я буду пить». — «Не бойся ничего, пока не выпьешь её», — ответил Умар, и перс тут же выбросил чашу, заявив, что теперь он получил помилование. Умар, скрепя сердце, выполнил свое обещание и подтвердил помилование. Хурмузан же принял ислам и стал его советником.
После разгрома Хурмузана арабам была открыта дорога в Парс. Йездегерд тем временем с трудом собирал войска для обороны Западного Ирана и ничем помочь не мог. Марзбан Парса был разбит и пал на поле боя (640 год). Правда, сам Стахр арабы занять не смогли — не хватило сил. Зато в том же 640 году они разорили Двин — столицу персидской Армении.
Воспользовавшись ослаблением шаха, многие окраинные владетели отложились от него. Авторитет царя пал настолько, что правитель Рея, где в один из моментов находился двор, будто бы самовольно взял печать шаха и составил от имени царя дарственную грамоту на своё имя «на всё, что ему нравилось». Так или иначе, но странствия шаха продолжились. Отказавшись от предложения владыки Табаристана отсидеться в этой суровой местности (правда, шах отблагодарил, пожаловав правителю титул спахбада), Йездегерд III обосновался в Джее (Исфахане).

## Битва при Нехавенде
Последняя попытка централизованно отразить нашествие мусульман была предпринята весной 642 года. Тогда в Нехавенде собралось большое сасанидское войско, численность которого, по свидетельству арабских историков. составляла от 60 до 150 тысяч человек (по оценке нынешних исследователей, она была куда скромнее). Это были остатки регулярной армии и ополчение провинций, не захваченных арабами, — Хорасана, Сакастана, Парса, Кермана. Мусульмане, узнав о численности персов, дополнительно призвали для борьбы треть воинов своей страны, а также союзников (арабов-немусульман) и подошли к Нехавенду, перерезав дороги из Парса и Исфахана в Мидию. Жители земель, по которым шли враги, бросили свои жилища, земли близ Нехавенда обезлюдели. Город и войсковой лагерь неподалёку были сильно укреплены. Переговоры, как и ранее, провалились. В результате трёхдневной битвы погиб арабский военачальник ан-Нуман ибн Мукаррин, но персы были разбиты. Особенно тяжёлые потери понесли пехотинцы, которых перед сражением сковали цепями вместе по 5—10 человек (способ, нередко применявшийся военачальниками Средневековья). Правитель Нехавенда сдал город, а остатки войска бежали в Хамадан, где военачальники заключили с арабами мирный договор. Их примеру последовала вся Мидия. Разгром оказался ещё тяжелее, чем у Кадисии, и произошло это в центре страны. Персидские войска в Северном Иране возглавил марзбан Адурбадагана Исфендийяр, брат Рустама, но традиционно безуспешно.
После этого у Йездегерда фактически не осталось своего войска. С огромным штатом придворных, прислуги, музыкантов, танцовщиц и наложниц он переезжал от одного местного правителя к другому, с каждым годом удаляясь всё дальше и дальше на восток, нигде не находя пристанища. Влиятельные князья один за другим признавали власть арабов. Последующие поколения иранцев воспринимали это событие как поворотный момент своей истории. В частности Фирдоуси закончил свою знаменитую поэму «Шахнаме» такими словами:
…И век настал великого Омара
И стих Корана зазвучал с минбара.

## Подчинение арабами захваченных территорий
Походы арабов не были простым набегом ради грабежа. Халиф Умар строго следил за тем, чтобы разграблению подвергалось лишь имущество «врагов», или бесхозные, брошенные владетелями имения, но имущество мирного населения не разрешал грабить. С жителями завоёванных городов и областей мусульмане заключали договоры. Государственное имущество, в первую очередь земли, Умар оставлял за казной, не допуская распределения. Зороастрийцы и христиане обязывались уплачивать ежегодный налог — джизью; в обмен они получали ту защиту, которую им уже не мог обеспечить шахиншах. Знатные люди, считавшие ниже своего достоинства платить джизью, имели возможность в течение нескольких месяцев уехать туда, где сохранялась власть Йездегерда III. Персы, принявшие ислам, джизью не платили и де-юре обладали равными со всеми мусульманами правами (в реальной иерархии исламского государства они, конечно, занимали низший уровень). Впрочем, на заре своего могущества арабы относились к покорённым зороастрийцам более или менее терпимо. Хотя Мухаммед не перечислял их в составе «людей писания», но в ходу были свидетельства о том, что Мухаммед якобы ответил на этот вопрос устно — считать «людьми писания». Во всяком случае, практика раннего халифата по отношению к ним была именно такой: плати налоги и — живи.
В ноябре 644 года перс-раб зарезал халифа Умара. Однако это никак не изменило общее течение дел: примерно к 645 году или чуть позже под властью арабов оказались и Рей и Исфахан, а к концу 40-х годов — Мидия, Вавилония, Керман, Сакастан, Парс. Последний крупный очаг сопротивления, Стахр, пал около 650 года. Потомки древних родов персидской знати, заперевшиеся в цитадели, оказали яростное сопротивление, но она была взята штурмом, большая часть защитников вырезана, и реки крови буквально текли из под городских ворот. Согласно легенде, предводитель мусульман Абдаллах ибн Амир, разгневанный большими потерями, поклялся убивать персов до тех пор, пока кровь не потечёт из-под городских ворот. И тогда уставшие от резни арабы полили улицы водой, которая, смешавшись с кровью, и потекла из-под ворот, — так остановили битву.
Находясь под впечатлением колоссальных успехов арабов, автор позднейшей сирийской хроники, повествуя о событиях, происходивших после битвы у Кадисии, записал:

«Персы обратились в бегство, а арабы не перестали преследовать их до ворот Ктесифона. Персы собрали вновь второй сбор и срезали мосты через Тигр, чтобы арабы не могли их перейти. Затем приехали арабы на своих конях. Они восхищались и говорили друг другу: „Бог, который помог нам на земле, он спасёт нас и на водах“, и они въехали верхом в Тигр, перебрались и переехали, и ни один из них, ни из их животных не погиб. Они напали на лагерь персов, преследовали и убивали их, забрали добычу их лагеря. Они захватили Ктесифон, захватили его сокровища и хранилища вместе с царскими людьми и людьми богатых. 
Вновь собрал Яздегерд третий сбор в месте, называемом Гаула (Джалула), но и там настигли их арабы, преследовали их и убивали их. Вновь собрали персы четвёртый сбор на горе Мидии у города, называемого Нехавенд, и вновь пришли арабы и прикончили их мечом. Овладели арабы царством персидским в один год. Яздегерд бежал в землю Сегистан».
Конечно, хроника преувеличивает: как рассказано выше, Иран сопротивлялся арабскому нашествию в общей сложности более двух десятилетий. И несмотря на впечатляющие победы, подчинение и исламизацию части дихкан, завоевание страны было для мусульман делом отнюдь не лёгким. Помимо кровопролитных сражений с войсками шахиншаха, арабам приходилось повсеместно выдерживать «бои местного значения» с отрядами разного рода провинциальных правителей и дихканов. При этом одни и те же районы и города приходилось завоёвывать по нескольку раз, так как и покорённые жители неоднократно восставали. Однако после поражений при Кадисии, Джалуле, Нехавенде и подчинения крупных городов организованное сопротивление прекратилось. Нам, правда, мало что известно о взаимоотношениях между различными частями державы, кроме того, что страна распалась на независимые области, которые арабы постепенно подчиняли себе. Ат-Табари так описывает последствия нехавендской катастрофы: «…у них, то есть персов, не было больше объединения, и население каждой провинции воевало со своими врагами у себя в провинции». Владения эти, возможно, и признавали Йездегерда III верховным властителем (даже чеканили его монету), но реальной власти там шах не имел. Он, охрана и двор перемещались по ещё не завоёванным арабами районам, требуя денег и воинов, и рассказы, порой противоречивые, об этих скитаниях донесли до нас мусульманские историки. Кое-что шах получал, но для полномасштабного отражения агрессии этого уже не хватало, а главное — сам Йездегерд не был тем правителем, который мог спасти Иран. Йездегерд был начитанным и культурным, однако его высокомерие, гордыня и неумение сопоставлять свои требования с реальным положением привели к тому, что шах с завидным постоянством ссорился со своими наместниками, и его влияние падало по мере того, как он, преследуемый завоевателями, перебирался из города в город. На каждом новом месте он вёл себя так, как будто по-прежнему был всесильным владыкой страны, а не убегающим от врагов изгнанником, что в сочетании с военными неудачами отвратило от царя многих.

## Гибель Йездегерда
Мало-помалу маршрут странствий царя привёл его на окраину бывшей великой державы — в Мерв. Он прибыл туда, привезя с собой остатки сокровищницы и обширную библиотеку. Марзбан Махуйе организовал Йездегерду замечательный приём, но, как сходятся большинство средневековых историков, его покорность была неискренней: марзбан желал овладеть казной шаха. Среди приглашённых ко двору был тюркский князь Бижан-Тархан (у арабских историков — Низак-Тархан), предоставивший помощь своей дружины. Шах принял его с честью, но когда тюрок попросил у Йездегерда в жёны его дочь, тот возмутился. «Ты только раб из рабов моих, — написал он в ответ, — что дало тебе смелость свататься ко мне?» Махуйе, разжигая обиду Бижан-Тархана, прокомментировал царское послание так: «Это тот, кто прибыл разбитым изгнанником и ты облагодетельствовал его, (желая) чтобы вернулось к нему его царство, (и вот) он написал тебе то, что написал». И они сговорились убить его.
Тюрки напали на немногочисленную свиту шаха и разогнали её. Йездегерд устремился в Мерв, но марзбан приказал запереть перед ним ворота. Усталый шах решил заночевать на какой-то мельнице в окрестностях города и попросил хозяина его спрятать, а мельницу запереть и не работать на ней. Тот ответил, что если ему заплатят за вынужденный простой 4 драхмы, он откроет двери. Шах дал деньги и вошёл. А ночью мельник, то ли надеясь на поощрение Махуйе, то ли (что скорее всего) из-за соблазнения драгоценностями царя, совершил неслыханное для перса святотатство — зарезал гостя-Сасанида во сне, а труп бросил в арык, где его и обнаружили. Так бесславно закончилась история великого рода Сасанидов.
Похороны Йездигерда и строительство мавзолея для его тела неподалёку от Мерва организовал несторианский епископ Илия — в память о том, что бабка шаха Ширин была христианкой. Махуйе, за причастность к убийству шаха, тюрки Бижана отрубили руки и ноги, отрезали уши и нос и оставили умирать на солнцепёке. Затем труп Махуйе сожгли на костре, вместе с тремя его сыновьями/
Отметим, что события того времени, происходившие в Хорасане, имеют несколько версий, пересказанных Ат-Табари. Одна из версий, в частности, передаёт, что Йездегерд после взятия Мерва — последнего прибежища шахиншаха — привёл на помощь войска тюрок и согдийцев, которых арабы разгромили. Йездегерд якобы намеревался уйти к тюркам или в Китай, но войско шаха прогнало его, передало царскую казну мусульманам и приняло ислам. Бежавший шах укрылся на мельнице, но тут был застигнут посланными вдогонку всадниками. Они напали на него, когда он ел на поле около мельницы, и убили его, а труп бросили в канал. В позднее время возникла легенда о том, что корона Йездегерда III была отправлена в Мекку.
В Средние века зороастрийцы применяли летосчисление по «эре Йездегерда», с 16 июня 632 года, или «после Йездегерда» — с 11 июня 652 года, когда начался первый зороастрийский год после его гибели.
При Йездегерде III неким Данишваром была собрана и записана «Хвадай-намаг» («Книга владык») — история Ираншахра, не дошедшая до наших дней в оригинале, но сохранённая гением Фирдоуси в виде «Шахнаме», вольного поэтического переложения.
Царствование Йездегерда продолжалось 20 лет, из которых 4 года — в спокойствии, 16 же лет — в тягостях сражений с арабами и стеснений, понесенных от них. Он был последним из династии, последним царем из рода Ардашира, сына Бабека, и после него владычество перешло к арабам.

## Окончательное покорение Ирана и причины его падения
Иран пал с самой вершины могущества, по историческим масштабам, в одночасье. Причины этого не были видны современникам, но остались предметом размышлений для потомков. Низам аль-Мульк, визирь двух сельджукских правителей XI века, записал в своей книге «Сиасет-наме» грустную, но красивую в своей образности фразу: 

Говорят, что Иездеджерд, сын Шахриара, отправил посланника к повелителю правоверных Омару, — милость господня над ним! — говоря: «Во всём мире нет двора более многолюдного, чем наш двор, нет казнохранилища более благоустроенного, чем наше казнохранилище, нет войска более отважного, чем наше войско, никто не имеет столько людей и снаряжения, сколько находится у нас». Омар послал ответ: «Да, двор ваш — многолюден, но челобитчиками; ваше казнохранилище благоустроено, но неправильными налогами; ваше войско отважно, но непослушливо. Когда уходит державность, не приносит пользы снаряжение и многолюдство. И всё это является доказательством вашей бездержавности».
Островки Сасанидского Ирана исчезали один за другим. В 651 году пал Абаршахр, годом позже арабам без боя покорился Мерв. К 653 году под их властью оказались такие отдалённые области Хорасана, как Балх. После подавления последнего крупного восстания иранцев, которое в том же Хорасане возглавил, собрав сорокатысячное ополчение, один из Каренов, о сколь-нибудь массовом сопротивлении говорить уже не приходилось.
Во время междоусобиц, вспыхнувших в Халифате после гибели халифа Усмана (656 год), некоторые области Ирана вновь восстали, но арабам достаточно быстро удалось их усмирить. Примерно тогда же сын Йездегерда III Пероз при поддержке китайской империи Тан был провозглашён шахом в Тохаристане. Но время Сасанидов прошло. Четвёртый халиф Али организовал на Восток карательную экспедицию. Взяв Абаршахр, мусульмане захватили одну или нескольких дочерей последнего сасанидского царя, не причинив им, впрочем, никакого вреда. Отголоском этих событий служит сообщение персидского историка ад-Динавари о том, что сопротивление возглавляла дочь Йездегерда. Вообще с дочерью (дочерьми) последнего шахиншаха связано много преданий, в которых они выступают связывающим звеном между Ираном старым и Ираном новым. Так, есть рассказ средневекового историка Хузали о том, что внучка Йездегерда (дочь его сына, родившегося от наложницы в Мерве) стала женой халифа аль-Валида I; таким образом правнук последнего Сасанидского царя стал халифом Язидом III. Но более важной является другая история. В Средние века иранские шииты с глубоким уважением относились к царевне (шахрбану) Джаханшах, дочери Йездегерда III, чья гробница располагалась в окрестностях Рея. Согласно преданию, она под именем Сулафы стала женой имама Хусейна (принявшего мученическую смерть в битве под Кербелой в октябре 680 года) и матерью четвёртого имама — его сына Али ибн Хусейна Младшего (ал-Асгара).
Разбитый арабами Пероз отступил в Китай, где через несколько лет умер, имея китайский военный чин. Его сыну Нарсе удалось опять-таки с помощью китайцев взять на какое-то время Балх, но в начале VIII века город был окончательно захвачен арабами. Нарсе, как и отец, возвратился в Китай, а следы его потомков затерялись навсегда. В конечном итоге знатные эмигранты из Ирана, не желавшие признавать новую власть и менять веру, рассеялись по всему Востоку, вплоть до Китая и Японии.
Последними осколками Сасанидского государства можно считать Табаристан, где правила их боковая ветвь — Дабуиды, и Гурган, которые мусульмане ещё долго не могли подчинить силой, несмотря на несколько походов: Гурган — до 717 года, а Табаристан по крайней мере до 760-х годов.